# Viktoria Stendal
Der Fußball-Club Viktoria Stendal 1909 (gegründet 18. November 1909) war ein deutscher Fußballverein in Stendal (Altmark).

## Geschichte
Der Verein wurde am 14. November 1909 in Heinrichslust von 19 sportbegeisterten jungen Leuten des ehemaligen Emigrantenclubs Preußen Stendal gegründet. Die Gründungsmannschaft bestand aus den Herren Lüchow, Schellhammer, Bäker, Stahlberg, Hallquist, Krüger, Meyer, Schmidt, Theuerkauf und Jaskulsky. Zum 20-jährigen Bestehen des FC Viktoria wurde 1929 der neue Sportplatz im Hölzchen mit dem Fußballruf „Hipp hipp hurra!“ eingeweiht.
Seine größten Erfolge feierte der Verein in den 1920er und 1930er Jahren, als er mehrfach Gaumeister der Altmark wurde. Mit dem Gewinn der Gaumeisterschaft war die Berechtigung an der Teilnahme zur Mitteldeutschen Meisterschaft verbunden, die die letzte Qualifikationsrunde vor der Deutschen Meisterschaft darstellte.
In der Spielzeit 1923/1924 gewann Stendal als Gaumeister Altmark gegen den FC Salzwedel 09, Gaumeister Jeetze, in der ersten Runde der Mitteldeutschen Meisterschaft mit 3:0. Im Achtelfinale musste sich der Verein dann knapp dem FV Fortuna Magdeburg mit 1:2 in der Verlängerung geschlagen geben, der seinerseits im Halbfinale dem späteren Sieger, der SpVgg Leipzig-Lindenau, mit 2:5 unterlag. Die SpVgg Leipzig-Lindenau erreichte in diesem Jahr das Halbfinale der Deutschen Meisterschaft und musste sich knapp dem Hamburger SV geschlagen geben. Zumindest in jenem Jahr war die allmählich einsetzende spielerische Verwässerung im VMBV, bedingt durch die Zunahme an Fußballgauen noch nicht spürbar, was auch das Stendaler Resultat belegt.
In den Spielen um die Mitteldeutsche Meisterschaft 1929 kam der F. C. Viktoria gegen den Gaumeister Jeetze, der diesmal VfB Klötze hieß, nach einem 9:0-Sieg erneut in das Achtelfinale. Der Magdeburger Gegner war hier der FuCC Cricket-Viktoria 1897 Magdeburg, dem Viktoria erst in der Verlängerung mit 2:3 unterlag.
Stendal gelang in beiden Jahren nach ansonsten mehrmaligem deutlichen Scheitern in der Mitteldeutschen Meisterschaft ein Achtungserfolg. In den regionalen Gaumeisterschaften gehörten Vereine wie der Stendaler BC als Lokalrivale, Germania Tangerhütte, Saxonia Tangermünde oder Singer Wittenberge zu den häufigen Gegnern von Viktoria. Ab 1932 spielte Stendal in den Gaumeisterschaften keine überregionale Rolle mehr. Nach Neuordnung der Spielklassen 1933 spielte der Verein fortan bis zum kriegsbedingten Rückzug 1939 in der Bezirksklasse Magdeburg-Anhalt. 1936 gewann Stendal diese Liga, scheiterte jedoch in der anschließenden Aufstiegsrunde zur Gauliga 1936/37, wodurch die Rückkehr in die Erstklassigkeit misslang.
Viktoria Stendal war vor dem Zweiten Weltkrieg der stärkste Stadtverein und wurde 1945 aufgelöst.

## Saisonbilanzen
| Saison    | Liga                              |                                | Platz                          | Tore                           | Punkte                         |
| --------- | --------------------------------- | ------------------------------ | ------------------------------ | ------------------------------ | ------------------------------ |
| 1910/11   | Gauliga Altmark (Westbezirk)      | I                              | 2.                             | —                              | —                              |
| 1911/12   | Gauliga Altmark                   | I                              | 3.                             | 22:23                          | 13:11                          |
| 1912/13   | Gauliga Altmark                   | I                              | 1.                             | 45:17                          | 20:40                          |
| 1913/14   | Gauliga Altmark                   | I                              | 4.                             | 27:22                          | 11:13                          |
| 1914/15   | kriegsbedingt keine Austragung    | kriegsbedingt keine Austragung | kriegsbedingt keine Austragung | kriegsbedingt keine Austragung | kriegsbedingt keine Austragung |
| 1915/16   | kriegsbedingt keine Austragung    | kriegsbedingt keine Austragung | kriegsbedingt keine Austragung | kriegsbedingt keine Austragung | kriegsbedingt keine Austragung |
| 1916/17   | Gauliga Altmark                   | I                              | 1.                             | 27:90                          | 10:40                          |
| 1917/18   | Gauliga Altmark                   | I                              | —                              | —                              | —                              |
| 1918/19   | Gauliga Altmark                   | I                              | 1.                             | —                              | —                              |
| 1918/19   | Mitteldeutsche Endrunde           | Vorrunde                       | Vorrunde                       | Vorrunde                       | Vorrunde                       |
| 1919/20   | Gauliga Altmark                   | II                             | 1.                             | —                              | —                              |
| 1920/21   | Kreisliga Elbe                    | I                              | 7.                             | 25:36                          | 17:19                          |
| 1921/22   | Kreisliga Elbe                    | I                              | 3.                             | 39:33                          | 21:15                          |
| 1922/23   | Kreisliga Elbe                    | I                              | 3.                             | 29:26                          | 21:15                          |
| 1923/24   | Gauliga Altmark                   | I                              | 1.                             | 54:40                          | 29:30                          |
| 1923/24   | Mitteldeutsche Endrunde           | 2. Runde                       | 2. Runde                       | 2. Runde                       | 2. Runde                       |
| 1924/25   | Gauliga Altmark                   | I                              | 1.                             | 57:11                          | 32:40                          |
| 1925/26   | Gauliga Altmark                   | I                              | 2.                             | 74:19                          | 26:60                          |
| 1925/26   | Mitteldeutsche Runde der Zweiten  | 1. Runde                       | 1. Runde                       | 1. Runde                       | 1. Runde                       |
| 1926/27   | Gauliga Altmark                   | I                              | 1.                             | 91:19                          | 32:00                          |
| 1926/27   | Mitteldeutsche Endrunde           | 1. Zwischenrunde               | 1. Zwischenrunde               | 1. Zwischenrunde               | 1. Zwischenrunde               |
| 1927/28   | Gauliga Altmark                   | I                              | 2.                             | 94:26                          | 31:50                          |
| 1928/29   | Gauliga Altmark                   | I                              | 1.                             | 103:20                         | 31:30                          |
| 1928/29   | Mitteldeutsche Endrunde           | 2. Vorrunde                    | 2. Vorrunde                    | 2. Vorrunde                    | 2. Vorrunde                    |
| 1929/30   | Gauliga Altmark                   | I                              | 1.                             | 77:25                          | 31:50                          |
| 1929/30   | Mitteldeutsche Endrunde           | 1. Vorrunde                    | 1. Vorrunde                    | 1. Vorrunde                    | 1. Vorrunde                    |
| 1930/31   | Gauliga Altmark (Staffel Altmark) | I                              | 1.                             | 67:22                          | 29:70                          |
| 1931/32   | Gauliga Altmark (Staffel Altmark) | I                              | 4.                             | 32:31                          | 18:14                          |
| 1932/33   | Gauliga Altmark                   | I                              | 5.                             | 54:37                          | 23:17                          |
| 1933/34   | Bezirksklasse Magdeburg-Anhalt    | II                             | 5.                             | 60:61                          | 25:19                          |
| 1934/35   | Bezirksklasse Magdeburg-Anhalt    | II                             | 2.                             | 60:46                          | 28:16                          |
| 1935/36   | Bezirksklasse Magdeburg-Anhalt    | II                             | 1.                             | 56:35                          | 26:14                          |
| 1935/36   | Aufstiegsrunde Gauliga            |                                | 3.                             | 01:80                          | 02:60                          |
| 1936/37   | Bezirksklasse Magdeburg-Anhalt    | II                             | 4.                             | 52:39                          | 22:18                          |
| 1937/38   | Bezirksklasse Magdeburg-Anhalt    | II                             | 6.                             | 63:46                          | 22:22                          |
| 1938/39 a | Bezirksklasse Magdeburg-Anhalt    | II                             | 7.                             | 44:47                          | 19:21                          |